# 와시쓰

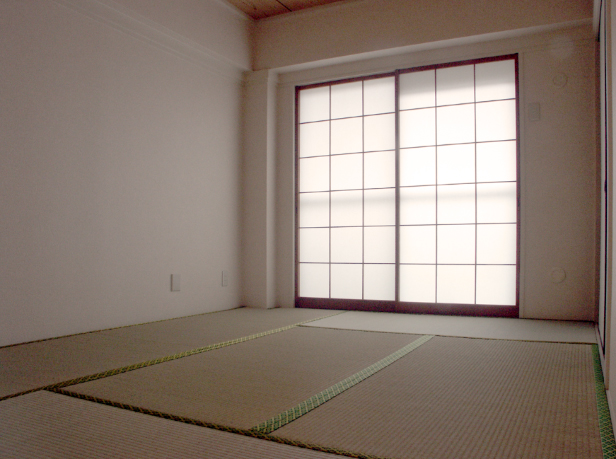
와시쓰

와시쓰(일본어: 和室)는 일본의 전통적인 방으로, 습도가 높은 기후에 다다미가 깔려있어 통풍이 잘 되는 특징이 있다.